# Covenant (finanza)
In finanza con il termine covenant si indica un accordo che intercorre tra un'impresa e i suoi finanziatori, che mira a tutelare questi ultimi dai possibili danni derivanti da una gestione eccessivamente rischiosa dei finanziamenti concessi. L'accordo prevede clausole vincolanti per l'impresa, pena il ritiro dei finanziamenti o la loro rinegoziazione a condizioni meno favorevoli. Dal punto di vista del finanziatore, il covenant, serve a ridurre il proprio rischio di credito, cioè ridurre l'esposizione patrimoniale all'insolvenza del prenditore di fondi.
Nei covenant di natura patrimoniale, le clausole mirano a contenere l'utilizzo della leva finanziaria da parte dell'impresa, prevedendo l'obbligo del mantenimento del rapporto tra debito netto e capitalizzazione di bilancio - somma di debito e patrimonio netto - al di sotto di una determinata soglia.
Altri covenant mettono invece in relazione il livello del debito con la redditività dell'azienda.